# Districte Metropolità de Kamrup
El districte Metropolità de Kamrup és una divisió administrativa d'Assam, segregada del districte de Kamrup del que formava la part oriental. La segregació es va plantejar després del cens del 2001 i es va decidir el 2003; no obstant les primeres eleccions no es van fer fins al 2006. La capital és Guwahati, antigament Pragjyotishpur (Llum de l'Est) que deriva el nom de les paraules assameses "Guwa" i "Haat" (ametlles i mercat). La superfície és de 216,79 km². El seu únic riu a considerar és el Brahmaputra. La població del districte segons el cens del 2001 seria d'1.200.000 dels que més de 800.000 corresponen a la mateixa ciutat de Guwahati.
Administrativament està format per una sola subdivisió, Guwahati Sadar subdividida en sis cercles fiscals:
- Sonapur
- Chandrapur
- Dispur
- Guwahati
- Azara
- North Guwahati

Pel desenvolupament està dividit a més a més en quatre blocs (blocks): 
- Bezera
- Chandrapur
- Dimoria
- Rani

Per sota queden 22 Gaon Panchayats, agrupaments de pobles amb una administració local conjunta. Hi ha també 21 estacions de policia o thanes.